# Троїцький храм (Качалівка)
Тро́їцький храм — церква у с. Качалівка Краснокутського району Харківської області.
Троїцька церква була збудована в 1896 році з дерева на кам'яному фундаменті. 5 листопада 1896 р. — відкрита однокласна з 3 відділеннями приходська школа. Вчителем, на 1913 р. тут був священик Василь Бєсєда. Дерев'яне приміщення церкви було зруйноване в 1929 році. А сучасне приміщення, де проходять служби, то було приміщення церковної сторожки. Спочатку тут була школа, згодом зробили шкільну майстерню, а вже по указу президента України її повернули церкві.